# Manfred Döpfner
Manfred Döpfner (* 26. September 1955 in Lauda) ist ein deutscher Hochschullehrer, Diplom-Psychologe, Psychotherapeut und Autor. Er gilt als Experte auf dem Gebiet der Aufmerksamkeitsdefizit-/Hyperaktivitätsstörung (ADHS).

## Leben
Manfred Döpfner absolvierte 1974 das Abitur am Technischen Gymnasium Bad Mergentheim. Im selben Jahr begann er das Studium der Psychologie an der Universität Mannheim, das er 1981 mit Diplom abschloss. 1990 promovierte Döpfner zum Doktor der Humanbiologie (Dr. sc. hum.) an der Medizinischen Fakultät der Universität Heidelberg. 1998 habilitierte er an der Medizinischen Fakultät der Universität zu Köln und erhielt die Lehrberechtigung für das Fach Psychopathologie und Psychotherapie des Kindes- und Jugendalters. 1999 wurde er als Psychologischer Psychotherapeut sowie als Kinder- und Jugendlichenpsychotherapeut approbiert.
Als wissenschaftlicher Mitarbeiter war Döpfner u. a. von 1982 bis 1988 an der Kinder- und Jugendpsychiatrischen Klinik am Zentralinstitut für Seelische Gesundheit der Universität Heidelberg in Mannheim tätig.
Derzeit (Stand Februar 2014) ist er als leitender Diplom-Psychologe an der Klinik und Poliklinik für Psychiatrie und Psychotherapie des Kinder- und Jugendalters an der Universität Köln sowie als Universitätsprofessor für Psychotherapie in der Kinder- und Jugendpsychiatrie an der Uniklinik Köln tätig. Ferner ist er als Psychologischer Psychotherapeut und Kinder- und Jugendlichenpsychotherapeut, Ausbildungsleiter des Ausbildungsinstitut für Verhaltenstherapie im Kindes- und Jugendalter an der Uniklinik Köln (AKiP) sowie wissenschaftlicher Leiter des Instituts Köln der Christoph-Dornier-Stiftung für Klinische Psychologie tätig. Des Weiteren ist er wissenschaftlicher Gutachter für Kinder- und Jugendlichenverhaltenstherapie u. a. der Kassenärztlichen Bundesvereinigung und Ad hoc Reviewer für zahlreiche wissenschaftliche Fachzeitschriften wie Zeitschrift für Pädagogische Psychologie. Döpfner ist geschäftsführender Leiter der Leitungsgruppe des Zentralen ADHS-Netzwerks, Universitätsklinikum Köln.
Döpfner förderte zahlreiche Forschungsprojekte mit Drittmitteln. Seine Forschungsschwerpunkte sind die Epidemiologie von psychischen Störungen sowie die Entwicklung und Evaluation psychodiagnostischer Verfahren und psychotherapeutischer Interventionen, insbesondere bei Aufmerksamkeitsdefizit-/Hyperaktivitätsstörungen (ADHS), Angst- und Zwangsstörungen, Ticstörungen und depressiven Störungen im Kindes- und Jugendalter.
Döpfner ist verheiratet und hat drei Kinder.

## Kritik
Den ursprünglich gemeinsam mit Franz Petermann und Martin H. Schmidt verfassten Ratgeber aggressives und oppositionelles Verhalten bei Kindern – inzwischen mit neuer Mitautorin in dritter Auflage erschienen – nannte die Psychoanalytikerin Ann Kathrin Scheerer einen „schmalbrüstigen“ Ratgeber, der „eine bestürzende Ähnlichkeit mit den Empfehlungen von Johanna Haarer in ihrem nationalsozialistischen Standardwerk ‚Die Mutter und ihr erstes Kind‘ von 1938“ zu erkennen gebe.

## Werke
Döpfner ist Autor von Fach- und Sachbüchern sowie von Artikeln in Fachzeitschriften. Eine Auswahl seiner Veröffentlichungen:
- Mit Gerd Lehmkuhl: Die Wirksamkeit von Kinder- und Jugendlichenpsychotherapie. In: Psychologische Rundschau, 53. Jg., Nr. 4/2002, ISSN 0033-3042, S. 184–193.
- Mit Gerd Lehmkuhl: Evidenzbasierte Therapie von Kindern und Jugendlichen mit Aufmerksamkeitsdefizit-/Hyperaktivitätsstörung (ADHS). In: Praxis der Kinderpsychologie und Kinderpsychiatrie, 51. Jg., Nr. 6/2002, S. 419–440 (PDF; 11,7 MB).
- Mit Christopher Adam, Jan Frölich, Kathrin Sevecke: Aufmerksamkeitsdefizit-/Hyperaktivitätsstörung im Kindes-, Jugend- und Erwachsenenalter. Uni-Med Verlag, Bremen 2004, ISBN 3-89599-617-3.
- Mit Anja Görtz-Dorten: Therapieprogramm für Kinder mit aggressivem Verhalten (THAV). Hogrefe Verlag, Göttingen 2010, ISBN 978-3-8017-2084-1.
- Mit Stephanie Schürmann, Gerd Lehmkuhl: Wackelpeter und Trotzkopf. Hilfen für Eltern bei ADHS-Symptomen, hyperkinetischem und oppositionellem Verhalten. 4., überarb. Auflage. Beltz, Weinheim 2011, ISBN 978-3-621-27821-8.
- Mit Franz Petermann: Diagnostik psychischer Störungen im Kindes- und Jugendalter (= Leitfaden Kinder- und Jugendpsychotherapie. Bd. 2). 3., überarb. Auflage. Hogrefe Verlag, Göttingen 2012, ISBN 978-3-8017-2402-3.
- Mit Jan Frölich, Gerd Lehmkuhl: Aufmerksamkeitsdefizit-/Hyperaktivitätsstörung (ADHS) (= Leitfaden Kinder- und Jugendpsychotherapie. Bd. 1). 2. Auflage. Hogrefe Verlag, Göttingen 2013, ISBN 978-3-8017-1939-5.

## Ehrungen
- 2005: Deutscher Psychologie-Preis „für seine herausragenden Leistungen auf dem Gebiet der Kinder- und Jugendlichen-Psychotherapie“[6]